# Aéroport de Southampton
L’aéroport de Southampton (code IATA : SOU • code OACI : EGHI) est un aéroport britannique, situé non loin de Southampton, dans le comté anglais du Hampshire. Il était le hub de la compagnie aérienne à bas prix aujourd'hui disparue britannique Flybe (British European) ; la piste de l’aéroport, très courte, est adaptée à des avions tels que le Dash 8 (principal avion de la compagnie Flybe), le BAe 146. C’est le dix-huitième aéroport le plus fréquenté du Royaume-Uni avec 1 831 732 passagers transportés en 2014.

## Situation

### Carte des aéroports commerciaux d'Angleterre
| Birmingham Bournemouth Bristol Doncaster · Sheffield Durham · Tees Valley East Midlands Exeter Humberside Land's · End Leeds-Bradford Liverpool L.-City L.-Gatwick L.-Heathrow L.-Luton L.-Southend L.-Stansted Lydd Manchester Newcastle · Upon Tyne Newquay · Cornouailles Norwich Southampton St Mary des Sorlingues Carlisle Lake |

## Statistiques
Le graphique qui aurait dû être présenté ici ne peut pas être affiché car il utilise l'ancienne extension Graph, désactivée pour des questions de sécurité. Des indications pour créer un nouveau graphique avec la nouvelle extension Chart sont disponibles ici.

Voir la requête brute et les sources sur Wikidata.

## Compagnies aériennes et destinations
L'aéroport de Southampton propose les destinations suivantes
| Compagnies          | Destinations |
| ------------------- | --- |
| Aer Lingus          | Belfast-G. Best, Dublin |
| Aurigny             | Aurigny, Guernesey |
| Blue Islands        | Guernesey, Jersey |
| British Airways     | En saison : - Alicante-Elche, - Bergerac-Dordogne-Périgord, - Chambéry, - Dublin, - Édimbourg, - Faro, - Limoges-Bellegarde, - Malaga-Costa del Sol, - Palma de Majorque, - Salzbourg-W. A. Mozart |
| Eastern Airlines    | Dublin, Manchester |
| EasyJet Switzerland | En saison : Genève-Cointrin |
| KLM                 | Amsterdam |
| Loganair            | Aberdeen-Dyce, Édimbourg, Glasgow, Newcastle, Stornoway |

Édité le 03/02/2018  Actualisé le 11/04/2023

## Galerie

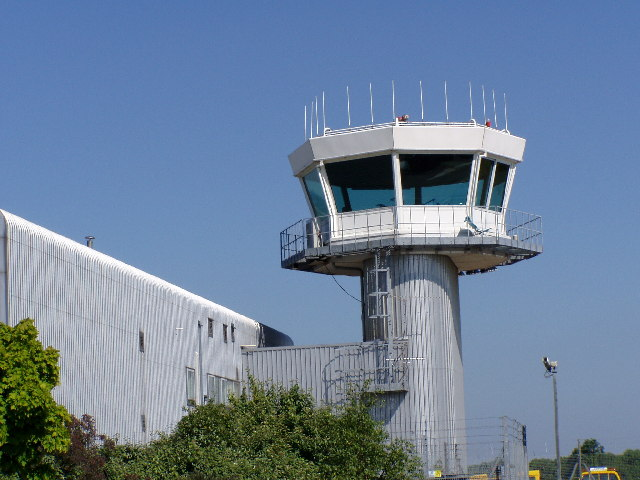
La tour de contrôle.
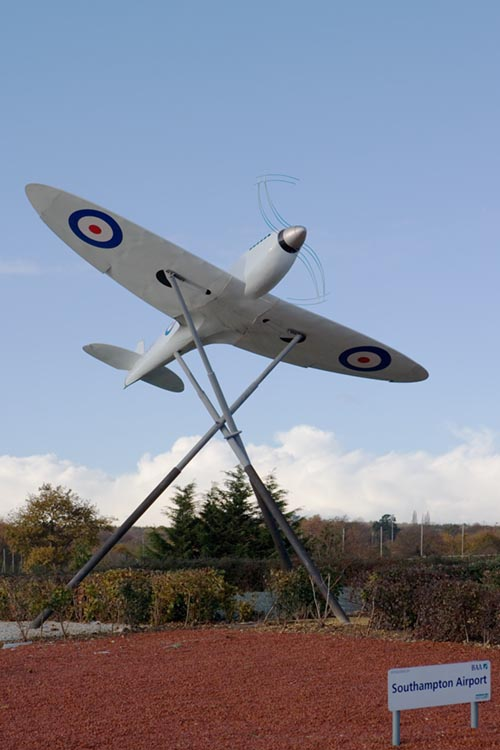
Spitfire à Southampton